# Antonio Moltó y Díaz-Berrio
Antonio Moltó y Díaz-Berrio (Palma de Mallorca, 14 de febrero de 1830 - Madrid, 17 de junio de 1902) fue un militar español. Fue capitán general de Valencia a finales del siglo XIX. Era hijo del teniente coronel alcoyano Ventura Moltó y hermano del general Remigio Moltó y Díaz-Berrio.

## Biografía
Ingresó en la Academia Militar en 1845 y participó en la represión anticonservadora en Zaragoza en 1856 y se enfrentó al Chico de las Barraquetes. Fue herido en la guerra de África, luchó en Cuba entre 1869 y 1872 y después combatió durante la tercera guerra carlista. En 1874 fue ascendido a brigadier, en 1885 fue nombrado gobernador de Santiago de Cuba y en 1889 segundo jefe de Filipinas. En 1891 fue ascendido a teniente general y de 1896 a 1901 fue capitán general de Valencia. Miembro del Partido Liberal Fusionista, fue elegido senador por la provincia de Salamanca en 1896 y por León en 1901-1902. Fue también miembro del Consejo Supremo de Guerra y Marina.